# Zbigniew Religa
Zbigniew Eugeniusz Religa (Miedniewice, 16 dicembre 1938 – Varsavia, 8 marzo 2009) è stato un cardiochirurgo e politico polacco.

## Biografia
Religa ha studiato presso l'Università medica di Varsavia, finendo nel 1963. Negli anni successivi, fino al 1980, ha lavorato presso lo Szpital Wolski di Varsavia ed ha visitato, nel 1973 la città di New York, mentre nel 1975 Detroit. Nel 1963 ha sposato Anna Wajszczuk, con cui ha avuto due figli: Małgorzata e Grzegorz.
Nel 1987 ha compiuto il primo trapianto di cuore della nazione, infatti allora era ritenuta un'impresa impossibile, e dopo l'intervento, il fotografo di National Geographic, James Stanfield, ha catturato una delle fotografie più famose della storia della medicina. L'operazione, durata oltre 23 ore, ha avuto successo e il paziente, Tadeusz Żytkiewicz, è sopravvissuto fino al 2017.
Tra i fondatori del "Blocco Apartitico di Sostegno alle Riforme" (Bezpartyjny Blok Wspierania Reform - BBWR), fu eletto al Senato in occasione delle elezioni parlamentari del 1993; successivamente aderì al "Partito Repubblicano" (Partia Republikanie). Fu rieletto senatore nelle elezioni parlamentari del 2001, quando si candidò nelle liste del Blok Senat 2001 in rappresentanza del Partito Conservatore-Popolare.
Nel 1995 ha effettuato il primo intervento chirurgico per innestare una valvola artificiale costituita da tessuti umani.
È stato per due anni ministro della salute, dal 2005 al 2007.

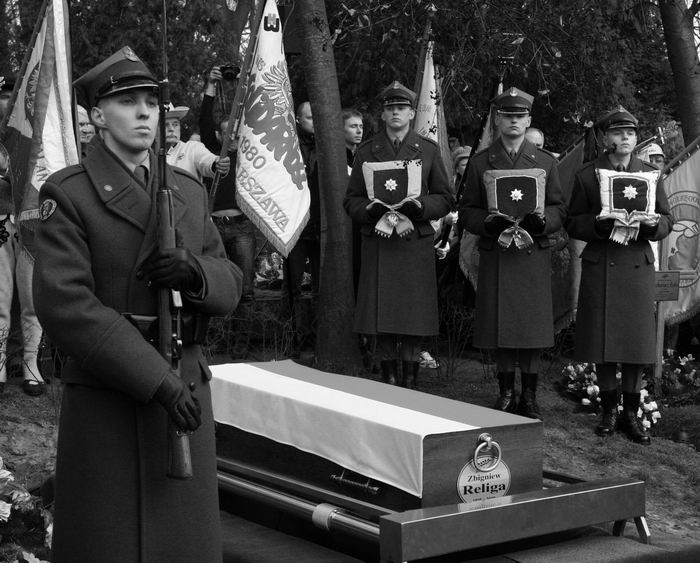
Il funerale di Zbigniew Religa

È morto l'8 marzo 2009, a Varsavia, a causa di un carcinoma polmonare diagnosticato nel 2007. I funerali si sono svolti il 13 marzo.